# 北京世界園芸博覧会

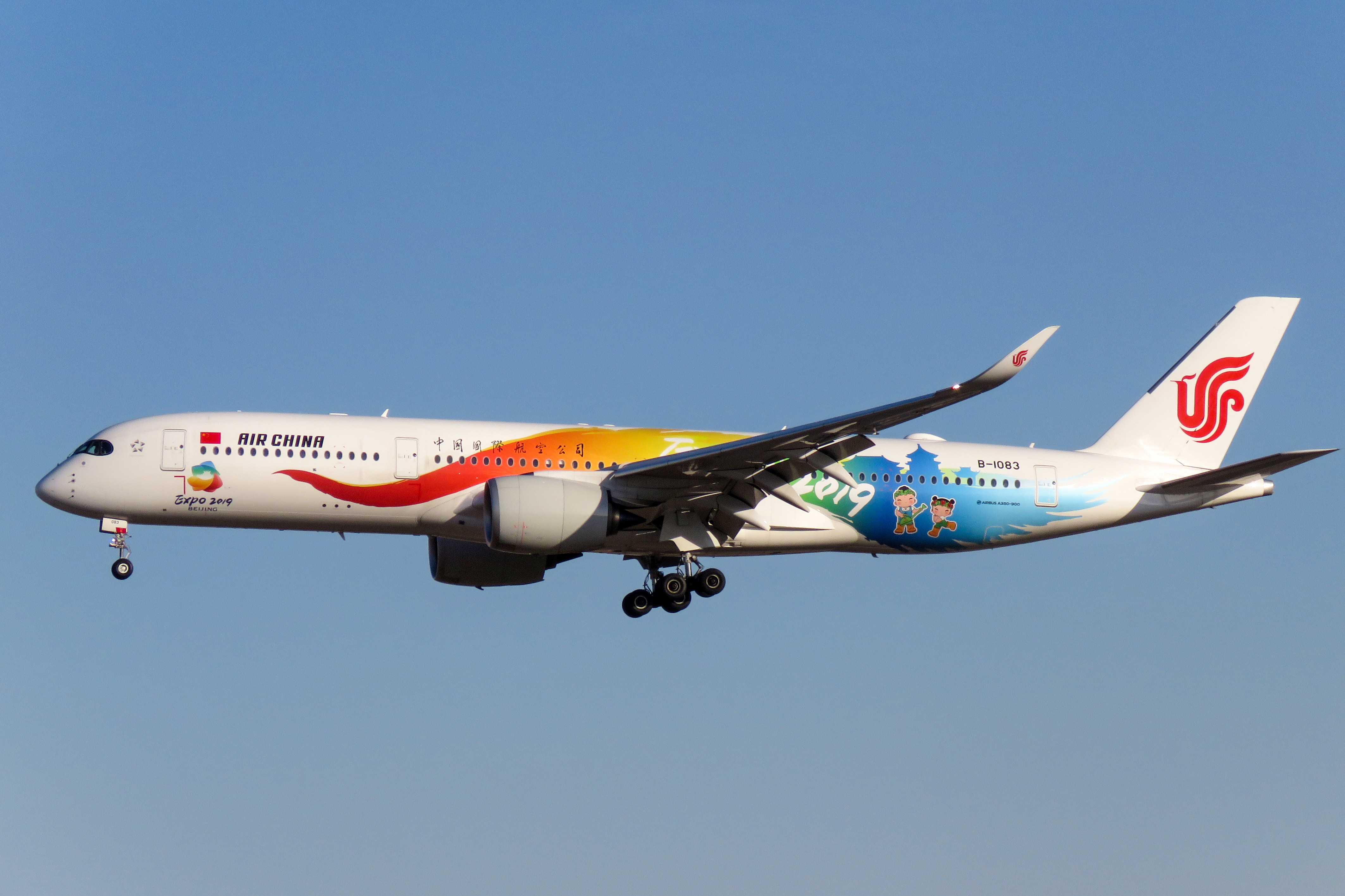
中国国際航空が世界園芸博覧会のために特別塗装したA350-900 「カラフルな庭」塗装機

2019年中国北京世界園芸博覧会 （ちゅうごくペキンせかいえんげいはくらんかい、2019年北京国際園芸博覧会や2019年北京世界公園、北京ワールドパークとも）は、2019年4月29日から10月7日に中国の北京延慶区で開催された国際園芸博覧会（A1認定）。博覧会国際事務局が認定した国際博覧会（認定博）である。中国においては雲南省昆明で1999年に開催された昆明世界園芸博覧会に続く、2番目のA1国際園芸博覧会となる。

## 入札と準備

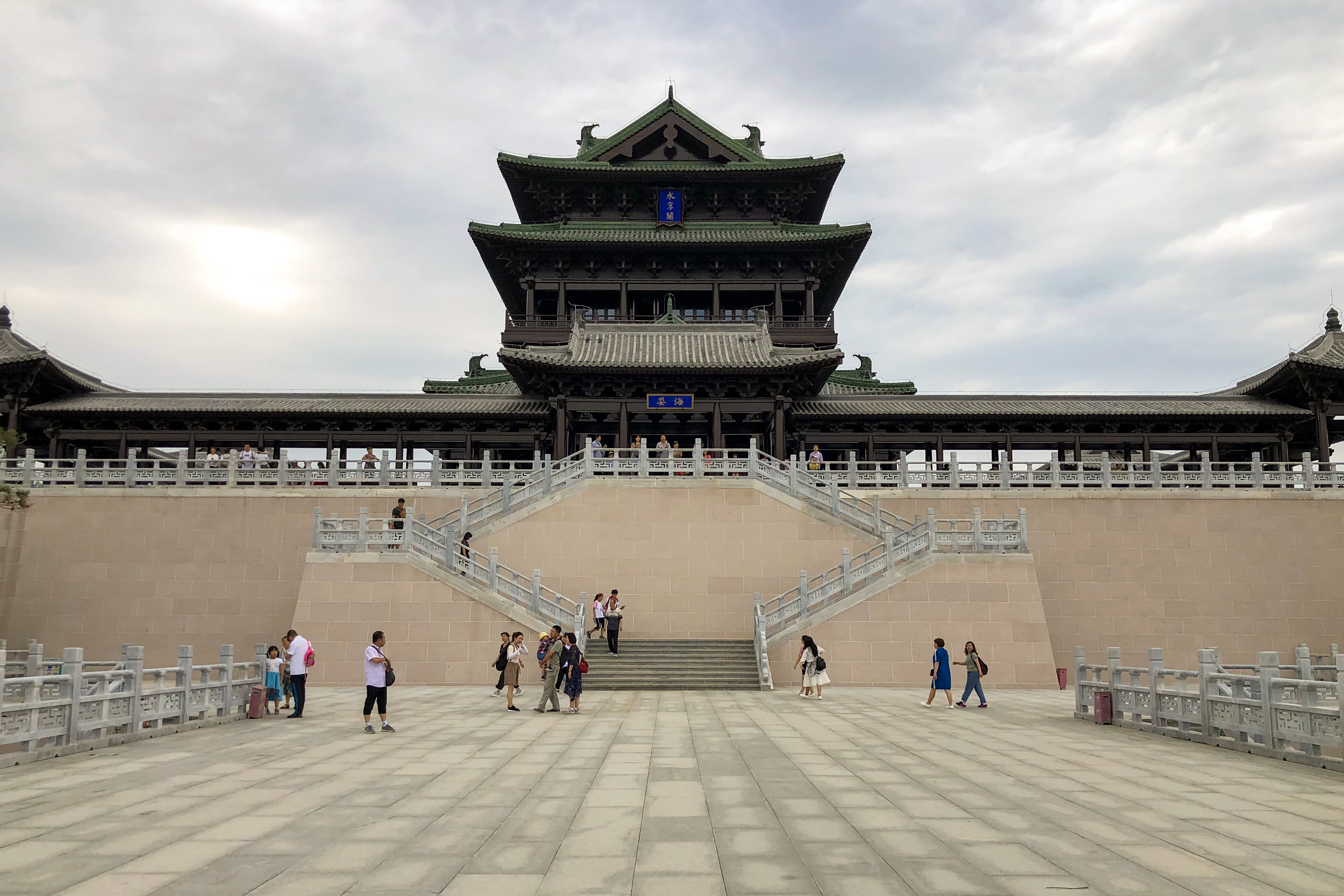
公園内の新しい永寧コート

北京での2019年世界園芸博覧会の申請は、2012年9月11日の第64回国際園芸生産者協会年次総会で承認された。

## 開会式
世界園芸博覧会のオープニングセレモニーは、2019年4月28日に北京世界園芸博覧会舞台芸術センターで開催。

## 閉会式
世界園芸博覧会の閉会式は、2019年10月9日の夜に北京の延慶で開催された。中国の李克強首相と外国の指導者グループが閉会式に出席した。 李克強首相は「中国政府と国民を代表して、中国政府と国民に万博の成功を祝福し、万国博覧会を支援、参加したすべての国の友人に感謝の意を表する」と述べた。

## 公園
北京世界園芸博覧会公園は北京延慶区延慶町の Lisi Guanzhuang村とGujiaying村に位置しており、2016年に開設。村の元の養魚池は73,000平方メートルのラグーンに拡張され、掘削された土工は西側の高さ25メートルの天田山に積み上げられた。

### 支援施設

#### アウトバウンドトラフィック
2022年冬季オリンピックの支援プロジェクトとして、2019年1月1日にJingli Expresswayの Yanqingセクション北6環道路が開通し、ピーク時の内側の車線はワールドガーデンの専用車線として設定された。
主催者は、World Expo Parkの南側に7つの異なる機能を持つP1-P6およびBH3駐車場を設置。P7駐車場は公園の北側に設置され、P8駐車場は張山営町のJingxin Expresswayの近くに設置。さらにP9駐車場があり、公園から遠く離れた3つの駐車場とは無料の交通アクセス線で接続。
北京公共交通グループは、1本の定期バス路線、5.5の週末および休日のバス路線、および4つの観光路線を運営し、これらは市中の万博公園のP3駐車場に直接接続。北京鉄路局調整のもと、 S2ラインは週末と休日に運行し、 黄土店から延慶まで17.5ペアの郊外列車を運行。 延慶駅では、無料のシャトルラインで乗客をBH3駐車場に連れて行き、都市エリアに対応する複数の地下鉄の駅と地下鉄路線は、万博の期間中に延長された。

## 公園のアトラクション

### 国際園芸展示エリア

#### 日本展示館
日本政府（農林水産省、国土交通省）は、庭屋一如（ていおくいちにょ）をテーマに日本庭園と日本展示館を出展した。日本展示館の累計入場者数は107万人。「国際屋外出展部門」の大賞を受賞。